# Abraão Ben Meir de Balmis
 Abraão Ben Meir de Balmis  ou Abraham de Balmes Bem Meir como também aparece escrito (Lecce, reino de Nápoles, Itália, — Veneza 1523) foi um rabino italiano do século XV. Foi especialista em gramática no seu tempo. Exerceu também medicina em Veneza e foi professor da Universidade de Pádua.